# Ildefons Herwegen
Ildefons Herwegen OSB (27. listopadu 1874 Köln-Junkersdorf, jako Peter Herwegen – 2. září 1946 klášter Maria Laach) byl německý benediktinský kněz, historik a liturgik, který v letech 1913-1946 zastával funkci opata kláštera Maria Laach.
Zabýval se především historií řeholního života, životy svatých řeholníků a liturgikou. Česky vyšly jeho díla Svatý Benedikt: Obraz osobnosti (vydali břevnovští benediktini v roce 1940) a Smysl a duch Benediktovy řehole (vydali vyšebrodští cisterciáci v roce 2008).

## Dílo
- Das Kunstprinzip in der Liturgie Paderborn 1912
- Germanische Rechtssymbolik in der Römischen Liturgie 1913
- Die heilige Hildegard von Bingen und Guibert von Gembloux Düsseldorf 1920
- Alte Quellen neuer Kraft Schwann Verlag Düsseldorf 1920[1]
- Der heilige Benedikt Schwann Verlag Düsseldorf 1926[1], Neuauflage: Patmos Verlag Düsseldorf 1980 ISBN 3-491-77347-4 (česky Svatý Benedikt: Obraz osobnosti 1940)
- Sinn und Geist der Benediktinerregel Benziger Verlag Einsiedeln 1944 (česky Smysl a duch Benediktovy řehole 2008)